# Lance Ball

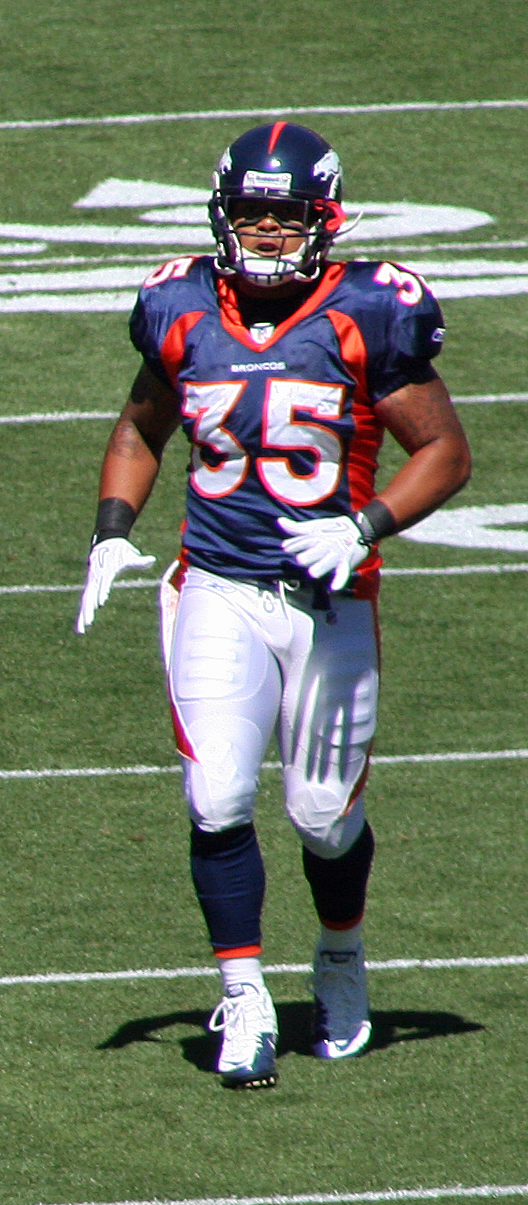
Lance Ball em 2010.

Lance Ball (19 de junho de 1985, Teaneck, New Jersey) é um ex jogador de futebol americano que atuava na posição de running back na National Football League. Ele foi para o St. Louis Rams como undrafted free agent em 2008 e atuou depois no Indianapolis Colts. Ele jogou college football por Maryland. Ball se formou em 2003 pela Teaneck High School em Teaneck no estado americano de Nova Jérsei, onde ele correu para 3,403 jardas e fez 39 touchdowns na escola.

## Carreira Universitária
Ball Jogou futebol americano pela University of Maryland. Ele teve 4 jogos com mais de 100 jardas nos 7 jogos em que atuou como titular no seu segundo ano na faculdade, tornando-se um dos melhores running backs na ACC correndo para 903 jardas com 6 touchdowns. 

## NFL

### St. Louis Rams
Ball não foi selecionado no draft de 2008 da liga profissional americana(NFL) mas conseguiu assinar um contrato com o St. Louis Rams onde ele começou atuando no practice squad em 1° de setembro de 2008, porém ele seria dispensado em 30 de Setembro.

### Indianapolis Colts
Após ser dispensado pelos Rams, Ball foi para o practice squad do Indianapolis Colts no dia 12 de outubro de 2008. Ele só foi para o time principal em dezembro de 2008 onde atuou pouco. Na semana 17 contra o Tennessee, Ball carregou a bola 13 vezes para 83 jardas além de ter feito um recepção para 5 jardas no final do jogo. Esses foram seus únicos números como profissional até agora.
Se tornando free agent em 2009, Lance Ball renovou com os Colts no dia 17 de março.
Em 6 de setembro de 2009, Ball foi cortado do time.

### Tennessee Titans
Em 8 de outubro de 2009, Ball foi para o Tennessee Titans no practice squad mas logo depois foi liberado.

### Denver Broncos
Ball assinou com o Denver Broncos em 3 de novembro e atualmente esta no practice squad. Ele foi dispensado do  time em 2012.

## Ligações Externas
- Indianapolis Colts bio
- Maryland Terrapins bio
- St. Louis Rams bio